# Isabella (Hiiumaa)
Koordinaten: 58° 57′ N, 22° 32′ O
Isabella ist ein Dorf (estnisch küla) in der Landgemeinde Hiiumaa (2013 bis 2017: Landgemeinde Hiiu, davor Landgemeinde Kõrgessaare) auf der zweitgrößten estnischen Insel Hiiumaa (deutsch Dagö).

## Beschreibung und Geschichte
Isabella hat 32 Einwohner (Stand 31. Dezember 2011).
Der Ort wurde erstmals 1565 als Isapalo by urkundlich erwähnt. Für das 17. Jahrhundert ist das Dorf Issapöld (zu deutsch „Großfeld“) nachgewiesen. In der zweiten Hälfte des 18. Jahrhunderts fiel das Land an das Gut von Kõrgessaare (deutsch Hohenholm).
Zwischen 1776 und 1798 hieß die Hoflage Margarethenhof. Sie wurde vermutlich nach der deutschbaltischen Gräfin Ebba Margaretha De la Gardie (spätere Stenbock, 1704–1775) so benannt. Die einstigen Wirtschaftsgebäude sind nicht mehr erhalten.
1914 ist das Dorf als Issapöld verzeichnet. Hieraus hat sich der in estnischen Ohren exotisch klingende Ortsname Isabella entwickelt, wie das Dorf heute amtlich heißt.

## Karl Friedrich Wilhelm Ahrens
Bekanntester Sohn des Ortes ist der Forstmeister Karl Friedrich Wilhelm Ahrens (1855–1938). Er lebte in dem Dorf von Ende des 19. bis Anfang des 20. Jahrhunderts. Der in Schwerin geborene Ahrens hatte an der Forstakademie Eberswalde studiert und war 1880 nach Estland ausgewandert. Er war der erste Forstmeister auf Hiiumaa mit einer Hochschulbildung.
Ahrens zeichnete ab 1884 im Auftrag der adligen Familie Ungern-Sternberg für die erfolgreiche Aufforstung Hiiumaas verantwortlich. Er siedelte außerdem Hirsche und Feldhasen auf der Insel an.
Während des Ersten Weltkriegs deportierten die russischen Behörden Ahrens nach Simbirsk (heute Uljanowsk). Er überlebte die Internierung und kehrte nach dem Krieg nach Estland zurück. Im Dorf Luidja erinnert heute ein Gedenkstein an ihn.